# Đội tuyển bóng đá U-19 quốc gia Anh
Đội tuyển bóng đá U-19 quốc gia Anh, còn được gọi là U-19 Anh hoặc U19 Anh, là đại diện của Anh trong các giải đấu bóng đá ở cấp độ tuổi dưới 19 và được điều hành bởi Hiệp hội bóng đá Anh. Đấu trường chính của đội tuyển là Giải vô địch U19 châu Âu hàng năm của UEFA.

## Thành tích

### Giải vô địch bóng đá U-19 châu Âu
| Năm       | Thành tích                              | Trận                                    | Thắng                                   | Hòa                                     | Thua                                    | Bán thắng                               | Bàn bại                                 | Đội hình                                |
| --------- | --------------------------------------- | --------------------------------------- | --------------------------------------- | --------------------------------------- | --------------------------------------- | --------------------------------------- | --------------------------------------- | --------------------------------------- |
| 2002      | Vòng bảng                               | 3                                       | 0                                       | 2                                       | 1                                       | 6                                       | 7                                       | Danh sách                               |
| 2003      | Vòng bảng                               | 3                                       | 1                                       | 0                                       | 2                                       | 3                                       | 5                                       | Danh sách                               |
| 2004      | Vòng loại                               | Vòng loại                               | Vòng loại                               | Vòng loại                               | Vòng loại                               | Vòng loại                               | Vòng loại                               | Vòng loại                               |
| 2005      | Á quân                                  | 5                                       | 2                                       | 2                                       | 1                                       | 9                                       | 8                                       | Danh sách                               |
| 2006      | Vòng loại                               | Vòng loại                               | Vòng loại                               | Vòng loại                               | Vòng loại                               | Vòng loại                               | Vòng loại                               | Vòng loại                               |
| 2007      | Vòng loại                               | Vòng loại                               | Vòng loại                               | Vòng loại                               | Vòng loại                               | Vòng loại                               | Vòng loại                               | Vòng loại                               |
| 2008      | Vòng bảng                               | 3                                       | 1                                       | 1                                       | 1                                       | 3                                       | 2                                       | Danh sách                               |
| 2009      | Á quân                                  | 5                                       | 2                                       | 2                                       | 1                                       | 13                                      | 7                                       | Danh sách                               |
| 2010      | Bán kết                                 | 4                                       | 1                                       | 1                                       | 2                                       | 5                                       | 7                                       | Danh sách                               |
| 2011      | Vòng loại                               | Vòng loại                               | Vòng loại                               | Vòng loại                               | Vòng loại                               | Vòng loại                               | Vòng loại                               | Vòng loại                               |
| 2012      | Bán kết                                 | 4                                       | 2                                       | 1                                       | 1                                       | 6                                       | 5                                       | Danh sách                               |
| 2013      | Vòng loại                               | Vòng loại                               | Vòng loại                               | Vòng loại                               | Vòng loại                               | Vòng loại                               | Vòng loại                               | Vòng loại                               |
| 2014      | Vòng loại                               | Vòng loại                               | Vòng loại                               | Vòng loại                               | Vòng loại                               | Vòng loại                               | Vòng loại                               | Vòng loại                               |
| 2015      | Vòng loại                               | Vòng loại                               | Vòng loại                               | Vòng loại                               | Vòng loại                               | Vòng loại                               | Vòng loại                               | Vòng loại                               |
| 2016      | Bán kết                                 | 4                                       | 3                                       | 0                                       | 1                                       | 7                                       | 4                                       | Danh sách                               |
| 2017      | Vô địch                                 | 5                                       | 5                                       | 0                                       | 0                                       | 10                                      | 2                                       | Danh sách                               |
| 2018      | Vòng bảng                               | 4                                       | 1                                       | 1                                       | 2                                       | 4                                       | 11                                      | Danh sách                               |
| 2019      | Vòng loại                               | Vòng loại                               | Vòng loại                               | Vòng loại                               | Vòng loại                               | Vòng loại                               | Vòng loại                               | Vòng loại                               |
| 2020      | Bị hủy do Đại dịch COVID-19 tại châu Âu | Bị hủy do Đại dịch COVID-19 tại châu Âu | Bị hủy do Đại dịch COVID-19 tại châu Âu | Bị hủy do Đại dịch COVID-19 tại châu Âu | Bị hủy do Đại dịch COVID-19 tại châu Âu | Bị hủy do Đại dịch COVID-19 tại châu Âu | Bị hủy do Đại dịch COVID-19 tại châu Âu | Bị hủy do Đại dịch COVID-19 tại châu Âu |
| 2021      | Bị hủy do Đại dịch COVID-19 tại châu Âu | Bị hủy do Đại dịch COVID-19 tại châu Âu | Bị hủy do Đại dịch COVID-19 tại châu Âu | Bị hủy do Đại dịch COVID-19 tại châu Âu | Bị hủy do Đại dịch COVID-19 tại châu Âu | Bị hủy do Đại dịch COVID-19 tại châu Âu | Bị hủy do Đại dịch COVID-19 tại châu Âu | Bị hủy do Đại dịch COVID-19 tại châu Âu |
| 2022      | Vô địch                                 | 5                                       | 5                                       | 0                                       | 0                                       | 12                                      | 2                                       | Danh sách                               |
| 2023      | Vòng loại                               | Vòng loại                               | Vòng loại                               | Vòng loại                               | Vòng loại                               | Vòng loại                               | Vòng loại                               | Vòng loại                               |
| 2024      | Vượt qua vòng loại                      | Vượt qua vòng loại                      | Vượt qua vòng loại                      | Vượt qua vòng loại                      | Vượt qua vòng loại                      | Vượt qua vòng loại                      | Vượt qua vòng loại                      | Vượt qua vòng loại                      |
| 2025      | TBD                                     | TBD                                     | TBD                                     | TBD                                     | TBD                                     | TBD                                     | TBD                                     | TBD                                     |
| Tổng cộng | 11/21                                   | 45                                      | 23                                      | 10                                      | 12                                      | 78                                      | 60                                      |                                         |

## Danh hiệu
- Vô địch Giải vô địch bóng đá U-19 châu Âu của UEFA: (11) 1948, 1963, 1964, 1971, 1972, 1973, 1975, 1980, 1993,[1][nb 1] 2017, 2022